# Simira gardneriana
Simira gardneriana là một loài thực vật có hoa trong họ Thiến thảo. Loài này được M.R.V.Barbosa & Peixoto mô tả khoa học đầu tiên năm 2000.